# Deutsch Stichelhaar
Der Deutsch Stichelhaar ist eine von der FCI anerkannte deutsche Hunderasse (Nr. 232, Gr. 7, Sek. 1.1).

## Geschichtliches
Schon im 16. Jahrhundert gab es Hunde dieses Typs Vorstehhund, wie auf alten Holzschnitten und Kupferstichen und Bildern späterer Meister zu sehen. Das frühere Hauptverbreitungsgebiet dieses rauhaarigen Hundes war vermutlich der deutschsprachige Raum, wie Böhmen, Mähren, Österreich, Brandenburg und Hessen. 1888 ordnete der Kynologen Dr. Hans von Kadich diesen Hundetyp dem früheren deutschen Hühnerhund zu. Schon 1892 wurde der „Club Stichelhaar“ gegründet, 1976 umbenannt in „Verein Deutsch Stichelhaar“. Durch den Zweiten Weltkrieg und letztlich die Teilung Deutschlands und Europas gingen Zuchtregionen verloren. Einen züchterischen Neuanfang gab es 1945 in Ostfriesland.

## Erscheinungsbild
Der Deutsch Stichelhaar ist bis 70 cm groß, ein kräftiger, gut proportionierter, mittelgroßer bis großer Vorstehhund. Er besitzt borstiges bis hartes Haar, das etwa 4 cm lang ist. Es gibt drei verschiedene Farbvariationen: Braun, mit oder ohne weißen Brustfleck, Braunschimmel mit oder ohne braune Platten und Hellschimmel mit oder ohne braune Platten. Die Ohren sind mittelgroß, hängend, hoch angesetzt. Sein Körperbau ist muskulös, mit einer tiefen, breiten Brust und einem starken, geraden Rücken. Der Kopf hat einen breiten, leicht gewölbten Schädel, eine mittellange, kräftige Schnauze und ein vollständiges Scherengebiss. Die mittelgroßen, ovalen, braunen Augen verleihen ihm einen aufmerksamen Eindruck. Die mittellange Rute ist kräftig, gerade und wird in Bewegung waagerecht getragen. Seine Bewegungen sind fließend, energisch und kraftvoll, mit guter Schubkraft aus der Hinterhand.

## Wesen und Charakter
Der Deutsch Stichelhaar hat ein ruhiges und ausgeglichenes Wesen, er ist so ein leichtführiger, ruhiger, ausgeglichener sowie ein robuster und mutiger Hund der weder aggressiv noch scheu ist. Er ist führerbezogen und lernwillig. Seine Wachsamkeit und sein Schutztrieb sind ausgeprägt, aber gut kontrollierbar. In Jägerhand ist der Deutsch Stichelhaar ein zäher und ausdauernder Jagdgebrauchshund mit ausgeprägtem Finderwillen. Seine hervorragende Nase und die Führerbezogenheit beeindrucken ebenso wie die Nervenstärke. Ein Deutsch Stichelhaar ist in der Ausbildungsphase lernfreudig, während der Jagd zeigt er bereitwillig sein Können. Er ist ein zuverlässiger, leistungsstarker Jagdbegleiter.
In der Meute unter Artgenossen ist er weder scheu noch aggressiv, sondern sozial und verträglich. Die Mannschärfe, die dem Deutsch Stichelhaar früher nachgesagt und oft zur Ablehnung führte, ist in der Form nicht mehr vorhanden und auch nicht rassetypisch. In einer Familie fügt er sich bereitwillig ein, will jedoch beschäftigt werden. Als Gegenleistung erhält die Familie ein ruhiges, freundliches und dennoch temperamentvolles Mitglied, das jede Freizeitaktivität neben der Jagd gerne annimmt.

## Einsatzgebiete
Beliebt ist der Stichelhaar bei erfahrenen Jägern vor allem wegen seiner Intelligenz und daraus resultierenden vielseitigen Einsatzmöglichkeiten sowie seiner Leichtführigkeit. Er eignet sich für den Einsatz in Feldern, Wasser und Wäldern sowie für die Nachsuche bzw. Schweißarbeit. Der Deutsch Stichelhaar gilt als wahrer Vorsteh-Profi, der alle Arbeiten vor und nach dem Schuss zuverlässig erledigt. Die kräftigen passionierten Jagdgebrauchshunde stehen einen langen Jagdtag unter härtesten Bedingungen durch und arbeiten mit unermüdlicher Beharrlichkeit. Dies zeigen die Hunde bei Treib- und Drückjagden in der Meute oder beim Buschieren und Stöbern, jagend unter der Flinte.